# ГАЗ-52
ГАЗ-52 — радянський вантажний автомобіль, що виготовлявся Горьківським автомобільним заводом у 1964—1993 рр. Загальний випуск ГАЗ-52 склав 1 006 330 од.

## Особливості конструкції

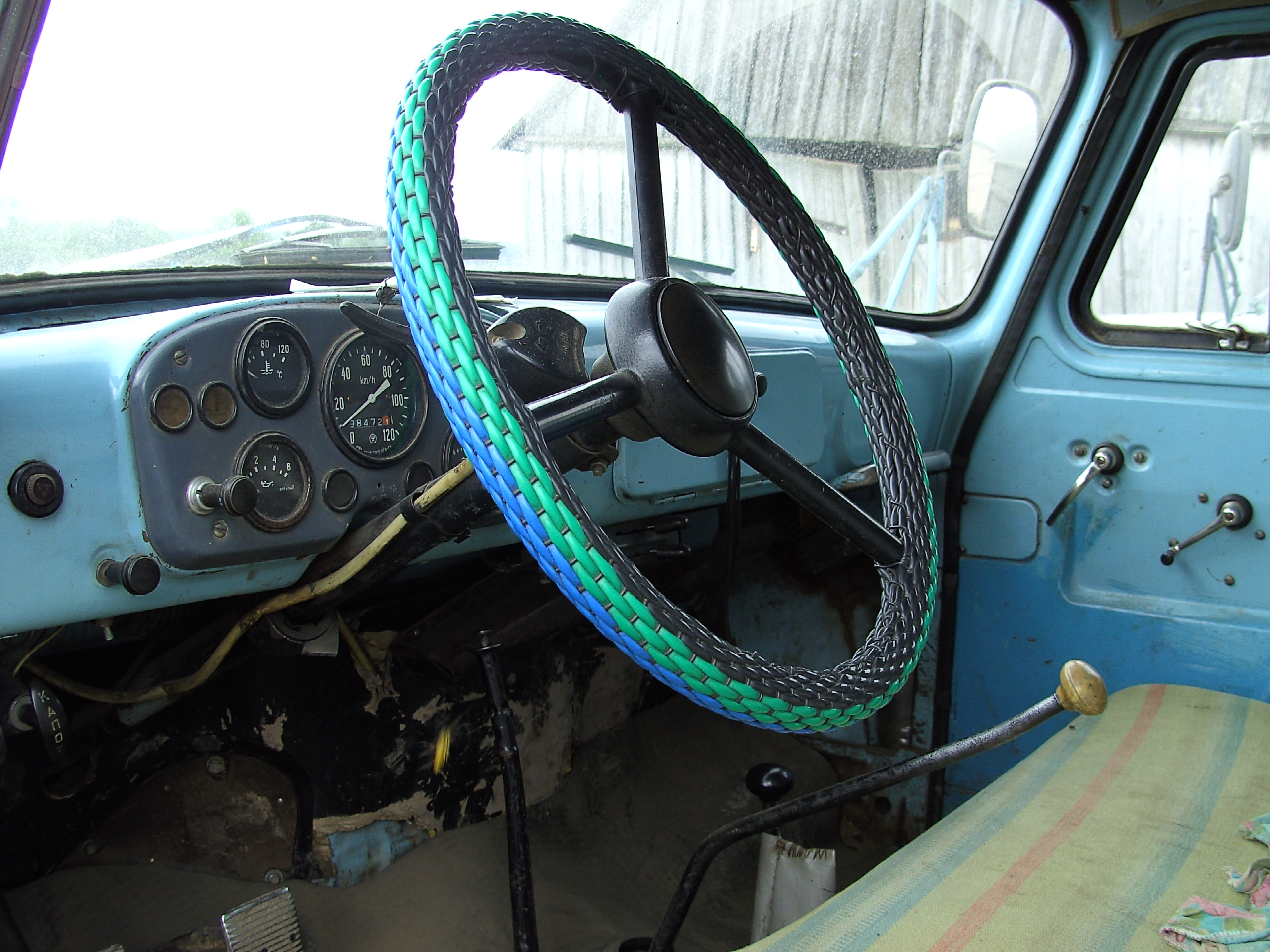

На ГАЗ-52 встановлювалася кабіна від ГАЗ-53, що в ряді випадків ускладнює їх ідентифікацію.
Основна відмінність - це рядний шестициліндровий двигун об'ємом 3,48 л, потужністю 75 к.с., розроблений на базі довоєнного карбюраторного двигуна внутрішнього згоряння ГАЗ-11, на ГАЗ-53 встановлювався V-подібний восьмициліндровий карбюраторний двигун ЗМЗ-53.
Також на ГАЗ-52 встановлювалися колеса і шини від ГАЗ-51 розміром 220-508 (7,50-20 дюймів), колеса з шістьма отворами. На ГАЗ-53 встановлювалися шини трохи більшого розміру - 240-508 (8,25-20 дюймів), колеса з трьома отворами. Колеса взаємозамінні.
За 23 роки ГАЗ-52 випускався в декількох модифікаціях, при це зазвичай виділяють дві основні групи, помітно відрізняються один від одного:

## Модифікації
- ГАЗ-52Ф (1958—1959 рр.) — бортова вантажівка, база 3,3 м, вантажопідйомність 2,5 т з форкамерно-смолоскипним двигуном потужністю 85 к.с., була випущена дослідно-промислова партія;
- ГАЗ-52Г (1959 рік) — бортова вантажівка, база 3,7 м, вантажопідйомність 4 т, серійно не випускався;
- ГАЗ-52А (з середини 1964 року по 1966 року) — шасі, база 3,7 м, вантажопідйомність 4 т;
- ГАЗ-52П (1959 рік) — сідловий тягач, база 3,3 м, серійно не випускався;
- ГАЗ-52Я (1959 рік) — модифікація бортової вантажівки з вантажопідйомним бортом, вантажопідйомність 2,5 т, серійно не випускалася;
- ГАЗ-52-03 (з червня 1966 до 1975 року) — бортова вантажівка, база 3,7 м, вантажопідйомність 2,5 т, двигун ГАЗ-51 потужністю 75 к.с.;
- ГАЗ-52-01 (з 1966 року до 1989 рік) — шасі, база 3,7 м, вантажопідйомність 2,5 т для автобусів і спеціалізованих автомобілів;
- ГАЗ-52-02 (з червня 1966 до 1989 рік) — шасі під самоскиди ГАЗ-САЗ (САЗ-3503 і САЗ-3504);
- ГАЗ-52-04 (з квітня 1975 по 1989 рік) — базова бортова вантажівка, база 3,3 м;
- ГАЗ-52-05 (з квітня 1975 по 1989 рік) — вантажне таксі на базі вантажівки 52-04;
- ГАЗ-52-06 (з 1977 року по 1985 рік) — сідловий тягач, база 3,3 м;
- ГАЗ-52-07 (з листопада 1976 року по 1984 рік) — модифікація 52-04 на зрідженому газі, двигун потужністю 73 к.с., максимальна швидкість до 70 км/год;
- ГАЗ-52-08 (з 1977 року до 1989 рік) — модифікація довгобазного шасі 52-01 на зрідженому газі, максимальна швидкість до 70 км/год;
- ГАЗ-52-09 (з 1977 року по 1989 рік) — модифікація вантажного таксі 52-05 на зрідженому газі;
- ГАЗ-52-27 — (з 1984 року по 1988 рік) — вантажівка на стиснутому природному газі, двигун потужністю 65 к.с., максимальна швидкість до 70 км/год;
- ГАЗ-52-28 — (з 1984 року по 1988 рік) — шасі на стиснутому природному газі, база 3,7 м.

### Спеціальні версії
- Автодрабина АЛ-18 (52-02)-Л2. виготовлялася на Торжокому заводі протипожежного обладнання з 1967 р. Автомобіль призначався для доставки до місця пожежі особового складу чисельністю дві людини, проведення рятувальних та допоміжних робіт, гасіння пожеж в будівлях заввишки до шести поверхів, а також для подачі води лафетним стовбуром, що закріплюється на вершині сходів. Автодрабина укомплектована трьома основними колінами і одним додатковим. Габаритні розміри автомобіля в транспортному положенні становлять 7980х2220х2670 мм. Коліна АЛ-18 висуваються гідроциліндром, зрушення колін відбувається під дією їх власної маси. Додаткове коліно висувають і зрушують вручну, коли основні коліна закріплені. Додаткове коліно служить для доведення вершини сходів до необхідного положення.
- МПР-9924 — (Майстерня Пересувна Ремонтна) — пересувна ремонтна майстерня на шасі автомобіля ГАЗ-53 або ГАЗ 52-01.